# Битва при Махиве
Битва при Махиве — битва между немецкими и британскими войсками, которая произошла во время Восточноафриканской кампании Первой мировой войны, когда южноафриканские и нигерийские войска под командованием генерал-лейтенанта Якоба ван Девентера вступили в бой с колонной немецкого генерала Пауля Эмиля фон Леттова-Форбека в городе Махива в Германской Восточной Африке (современная Танзания).
Немецкие войска нанесли армии ван Девентера значительные потери, вынудив её отступить. Однако немцы потеряли значительную часть своих сил и в итоге были вынуждены отойти со своих позиций и продолжить партизанскую войну.
Численность немецкого отряда составляла 3000 человек, британские силы составляли 5000—6000 человек.

## Ход битвы
Когда отряд немецкого генерала Курта Вале в Ньянгао отделился от основного корпуса Леттова-Форбека, британцы разработали план отрезать и окружить колонну Вале, обойдя ее с фланга силами нигерийцев. Затем они должны были направить большой отряд солдат в лобовую атаку и окружить силы Вале.
Три батальона нигерийцев были направлены против войск Вале в Ньянгао и вступили там в бой 15-го числа. Фон Леттов-Форбек прислал Вале в качестве подкрепления свои четыре роты. Нигерийцы вскоре оказались под угрозой окружения и понесли тяжёлые потери. Более крупные силы британцев начали наступать с противоположной стороны, но и они встретили упорное сопротивление, когда 16-го числа немцы отошли от Ньянгао и закрепились на хребте Махива в 3 км от своей прежней позиции. Немцы смогли удержать свои позиции и контратаковали 17 и 18 октября, заставив британцев отступить с большими потерями.
В итоге британские войска потерпели тяжёлое поражение: 2700 человек убитыми или ранеными. Хотя фон Леттов-Форбек нанёс союзникам на Африканском театре самые большие потери со времён битвы при Танге, сам он потерял от 500 до 600 человек убитыми или ранеными, что составляло более тридцати процентов от задействованных сил.
Немецкие запасы патронов были крайне ограничены, однако за четыре дня боёв было израсходовано более 850 000 патронов с бездымным порохом. Опасаясь нового нападения, генерал фон Леттов-Форбек решил отступить из Германской Восточной Африки и начать вторжение в Португальскую Восточную Африку, где он надеялся восстановить силы, захватив припасы у плохо подготовленной португальской армии.